# Bunkerwand-Kreuzweg (Eschfeld)

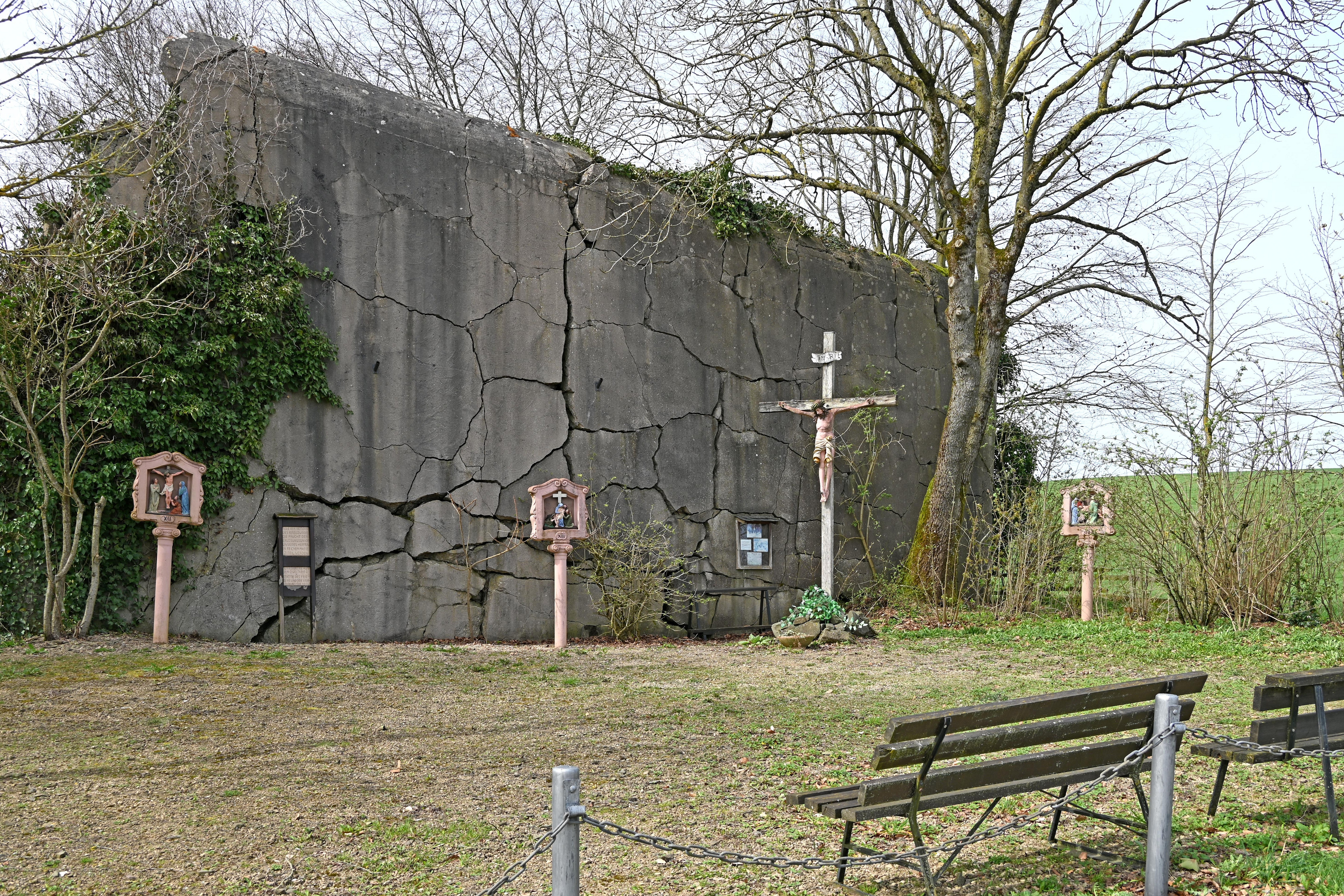
Bunkerwand-Kreuzweg

Der Bunkerwand-Kreuzweg in Eschfeld ist ein Kreuzweg, der 1992 um einen gesprengten Bunker des Westwalls errichtet wurde.

## Geschichte
Auf dem Höhenrücken zwischen Eschfeld und Roscheid verlief ein Teil der Bunkerlinie des Westwalls. Beim Einmarsch der Alliierten suchten viele Eschfelder und Roscheider in diesen Bunkern Schutz vor dem Bombenhagel, bis sie zur Flucht gezwungen wurden. Zu dieser Bunkerlinie gehörte auch ein Mannschaftsbunker bei Eschfeld. Dieser Bunker wurde um 1948 von den Franzosen gesprengt. Die durch die Explosion angehobene Bunkerdecke blieb, stark zersplittert, senkrecht stehen. Im Laufe der Jahre wurde dieser Rest immer mehr von Bäumen und Gestrüpp überwuchert.
Da sich die Bunkerreste auf kirchlichem Grund befinden, schlug Pfarrer Willi Kneip 1991 dem Kirchenvorstand und dem Pfarrgemeinderat vor, hier einen Kreuzweg als „Gebetsstätte für Frieden und Versöhnung“ zu errichten. Im Herbst 1991 wurde die Anlage geplant und das Gelände abgesteckt. Im Frühjahr 1992 wurde mit den Arbeiten begonnen. Es war bemerkenswert, mit welcher Bereitschaft und Eigeninitiative ehrenamtlich Wege angelegt, der Platz mit dem Kreuz gestaltet, Bäume und Sträucher gepflanzt und schließlich die Kreuzwegstationen aufgestellt wurden. Letztere stammen aus der Werkstatt von Karl Müller, Burgjoss im Spessart. So konnte dieses Gemeinschaftswerk der Pfarrei Eschfeld rechtzeitig zur Karwoche fertiggestellt und am Palmsonntag, dem 12. April 1992, mit einer großen Feier eingeweiht werden. „Die Früchte der Erlösungsgnade unseres Herrn mögen den Betern des Kreuzweges reichlich zuteil werden“ - mit diesen Worten hatte Bischof Spital die Errichtung dieser Gebetsstätte genehmigt. Seitdem versammeln sich die Gemeindemitglieder hier immer wieder zu Gebetsgottesdiensten am „Kreuzweg an der Bunkerdecke“.

## Beschreibung
Die Anlage besteht aus dem aufrecht stehenden Bunkerdecke, einem Kreuzweg mit 15 Stationen und einem kleinen Parkplatz mit Sitzbänken. Auf dem Vorplatz der Bunkerdecke endet der Kreuzweg mit einem großen gekreuzigten Jesus. Vor der Bunkerdecke steht eine Informationstafel mit folgender Inschrift:

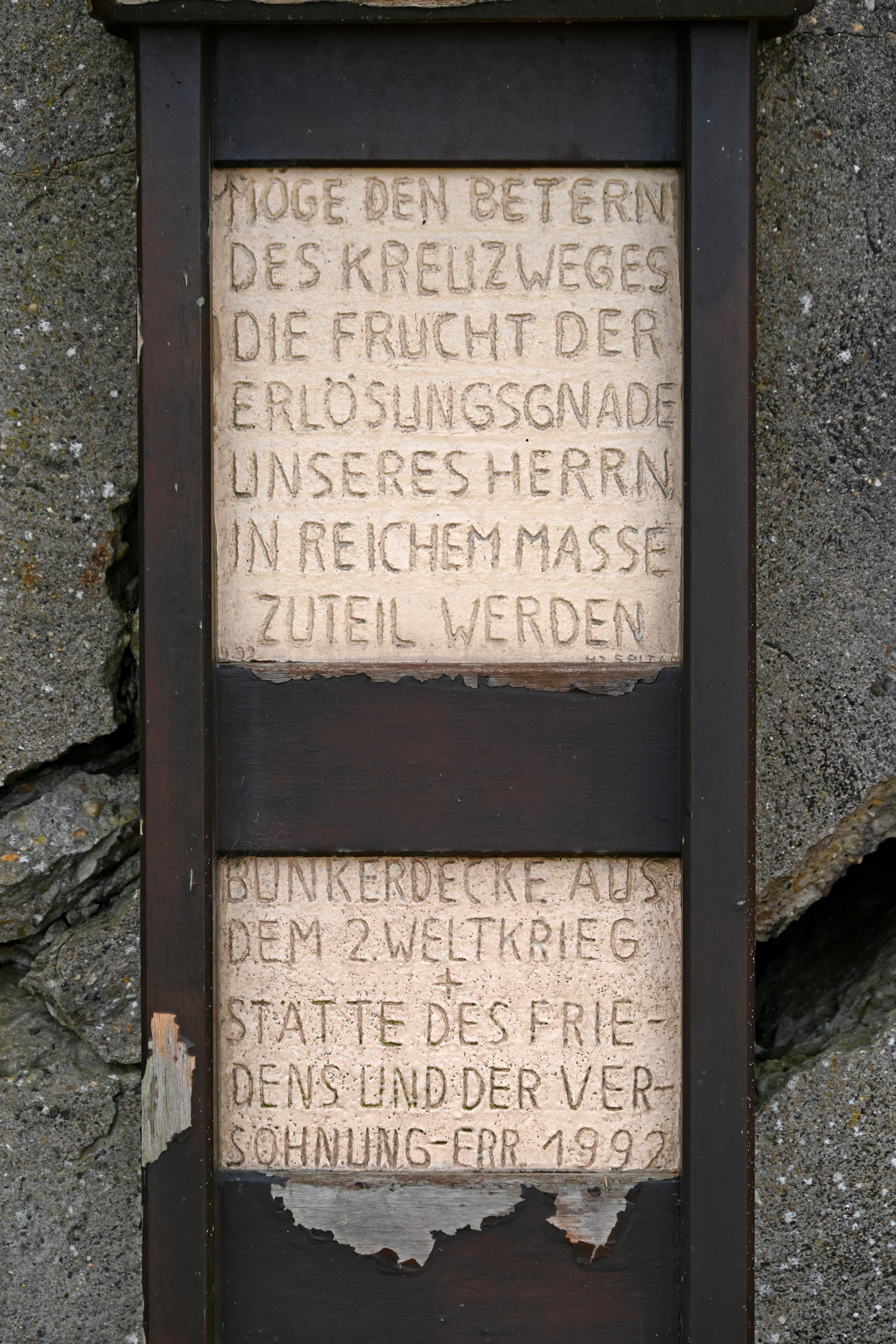

## Galerie des Kreuzweges

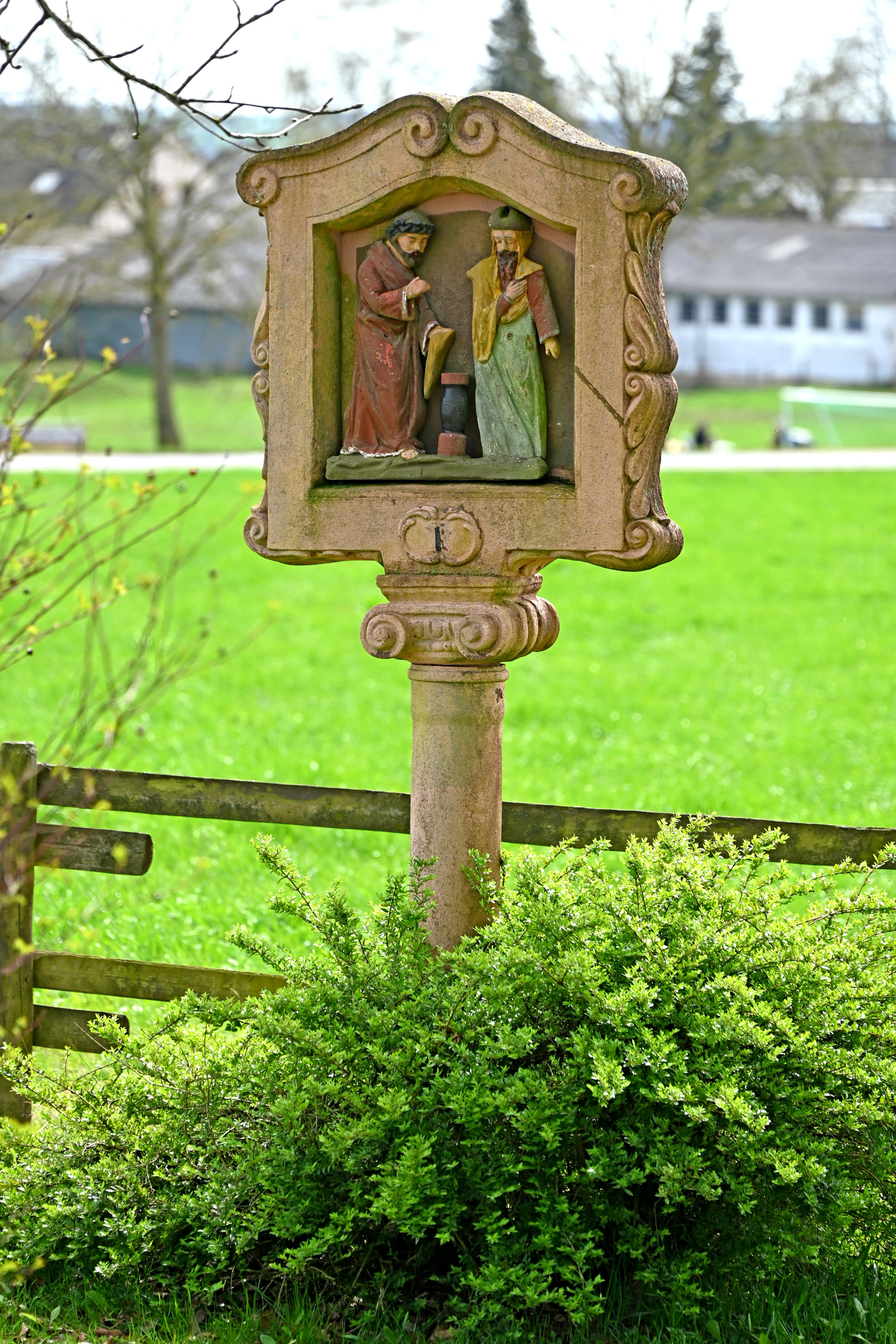
Station 1
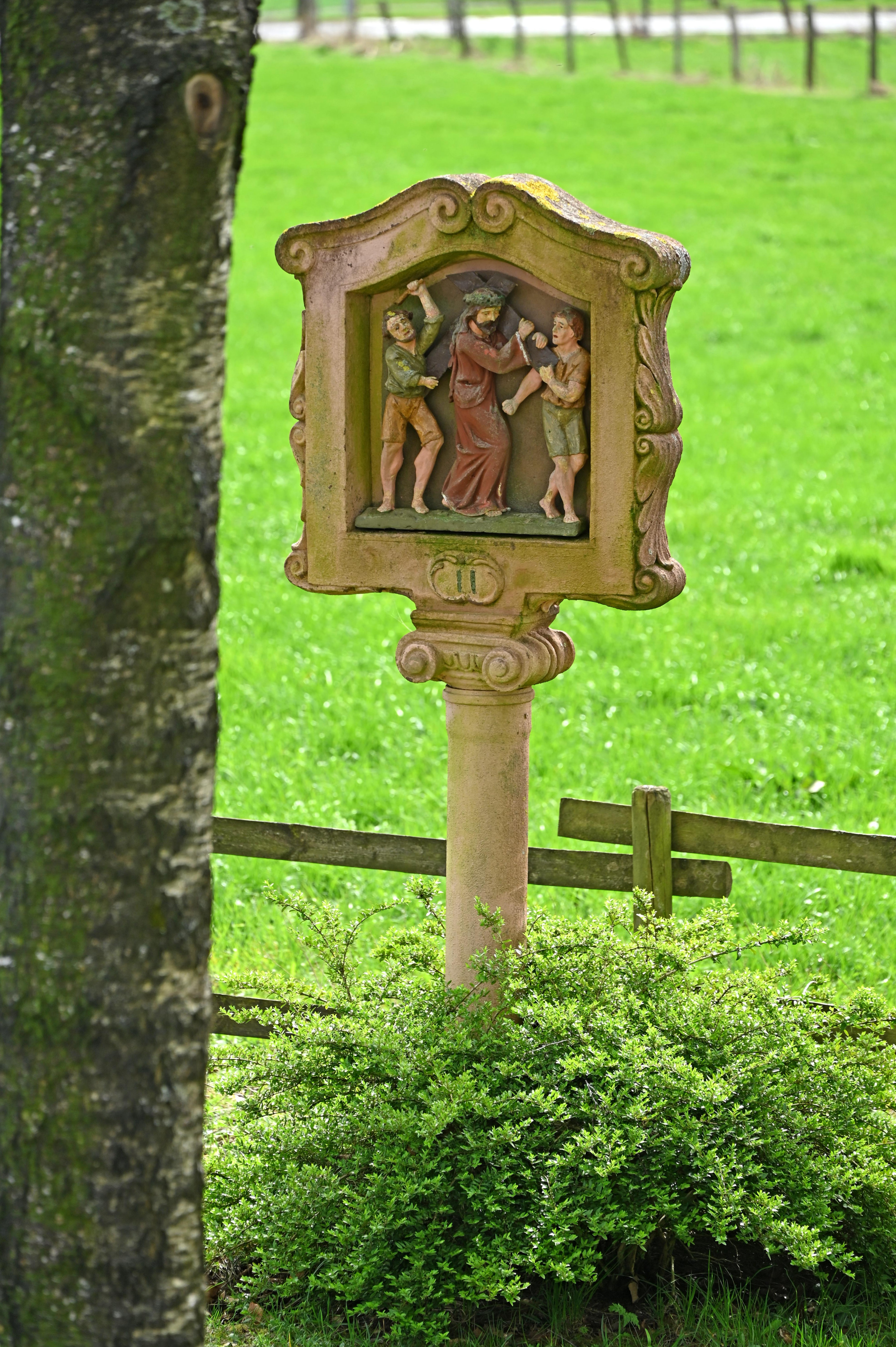
Station 2
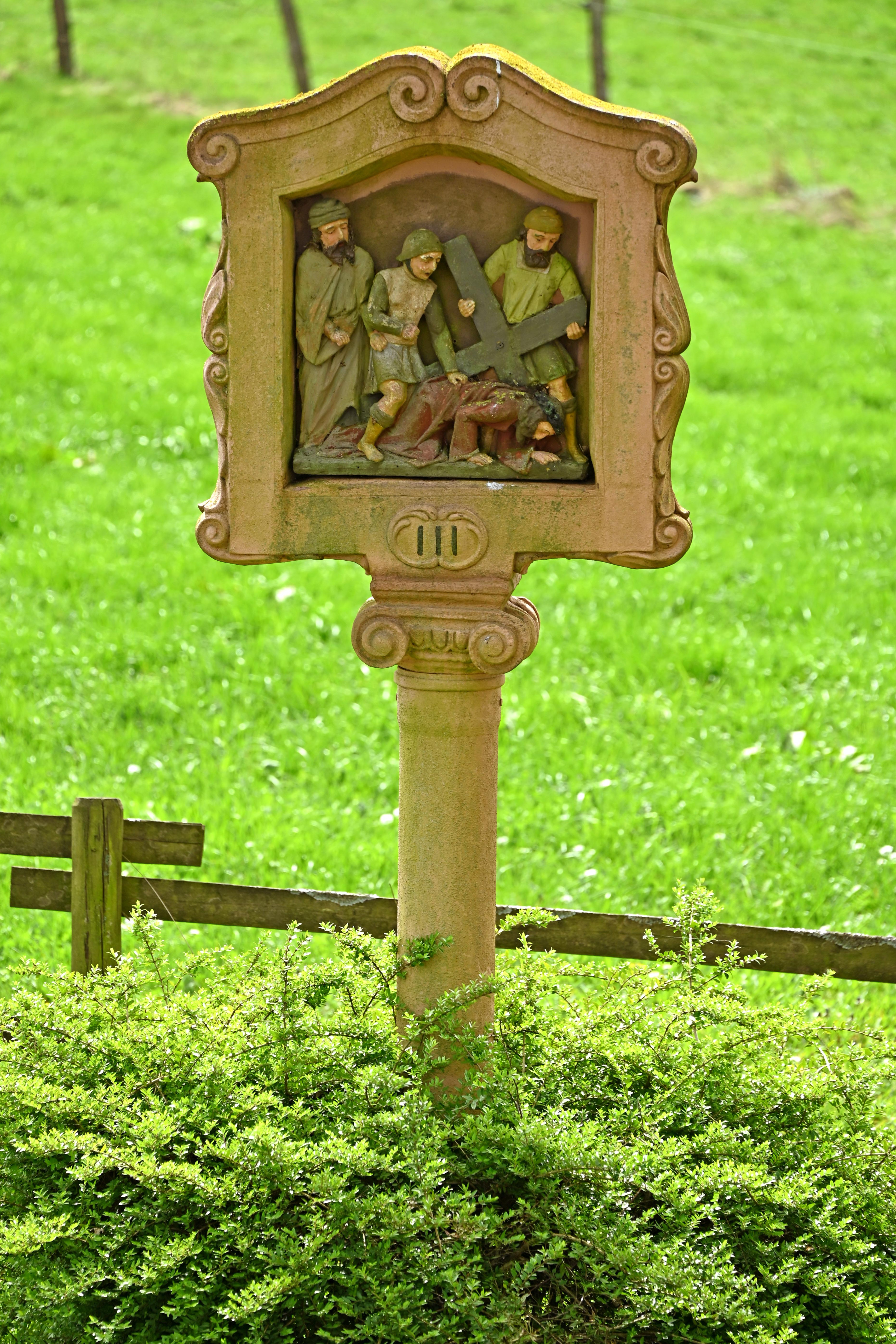
Station 3
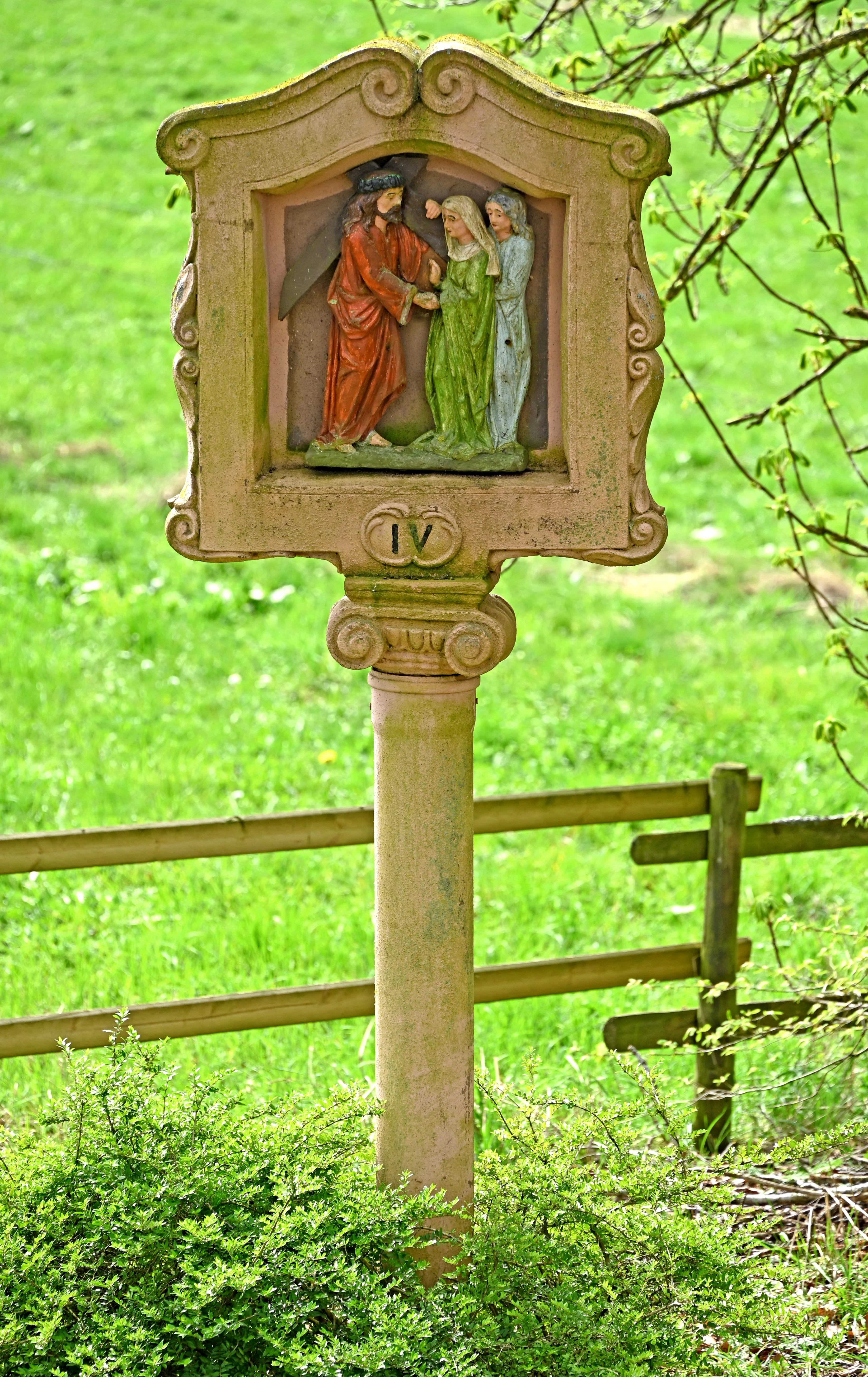
Station 4
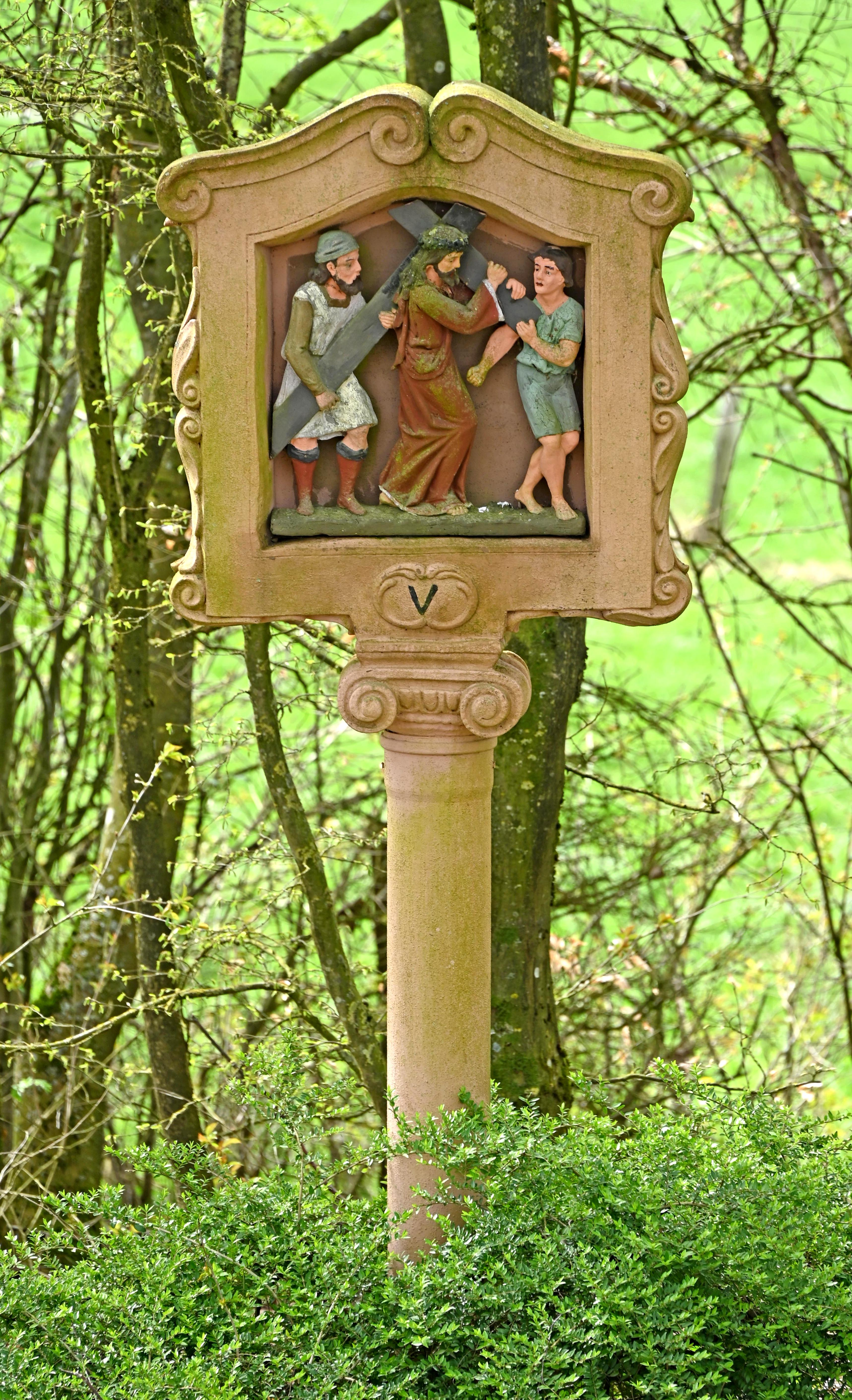
Station 5
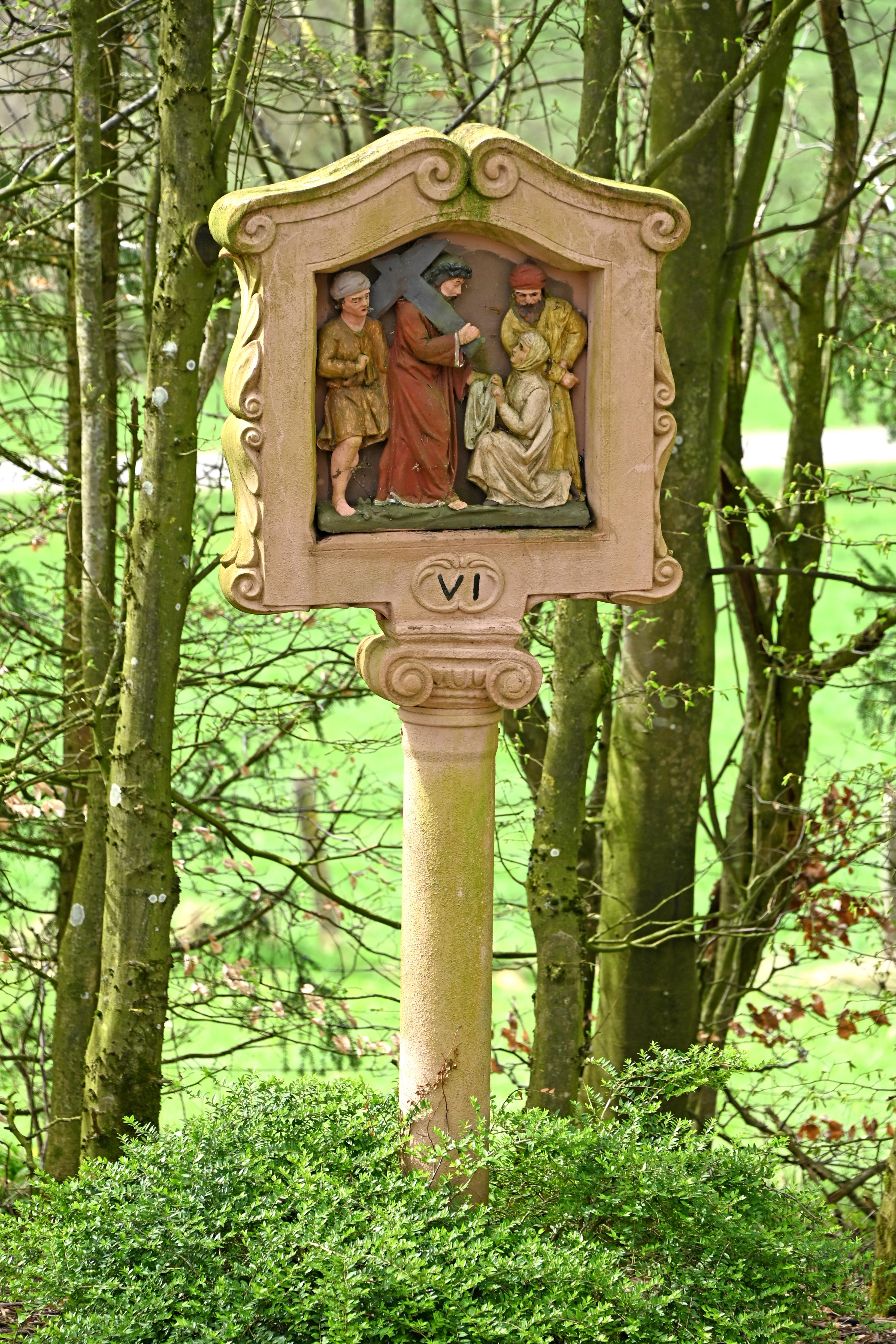
Station 6
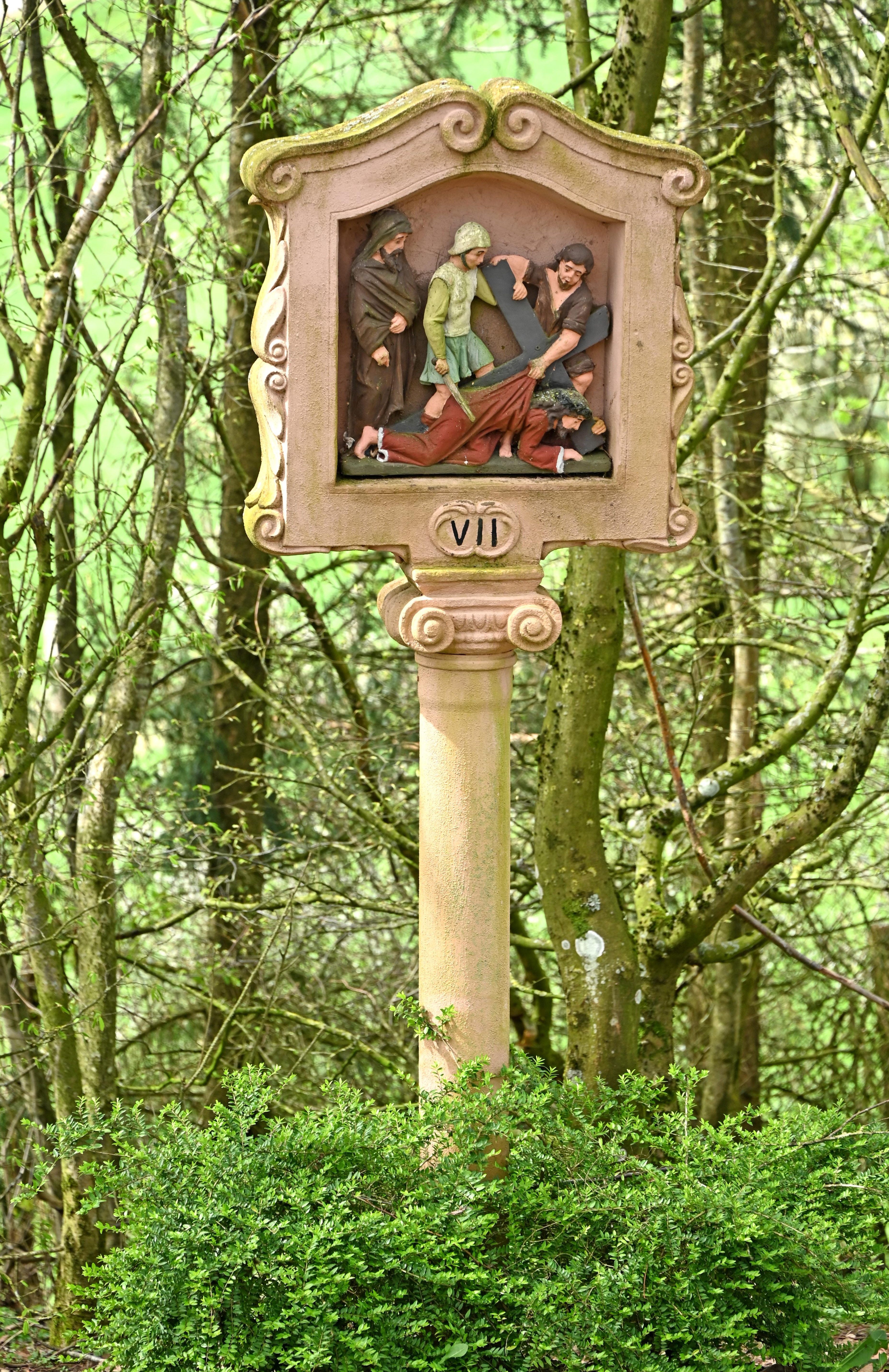
Station 7
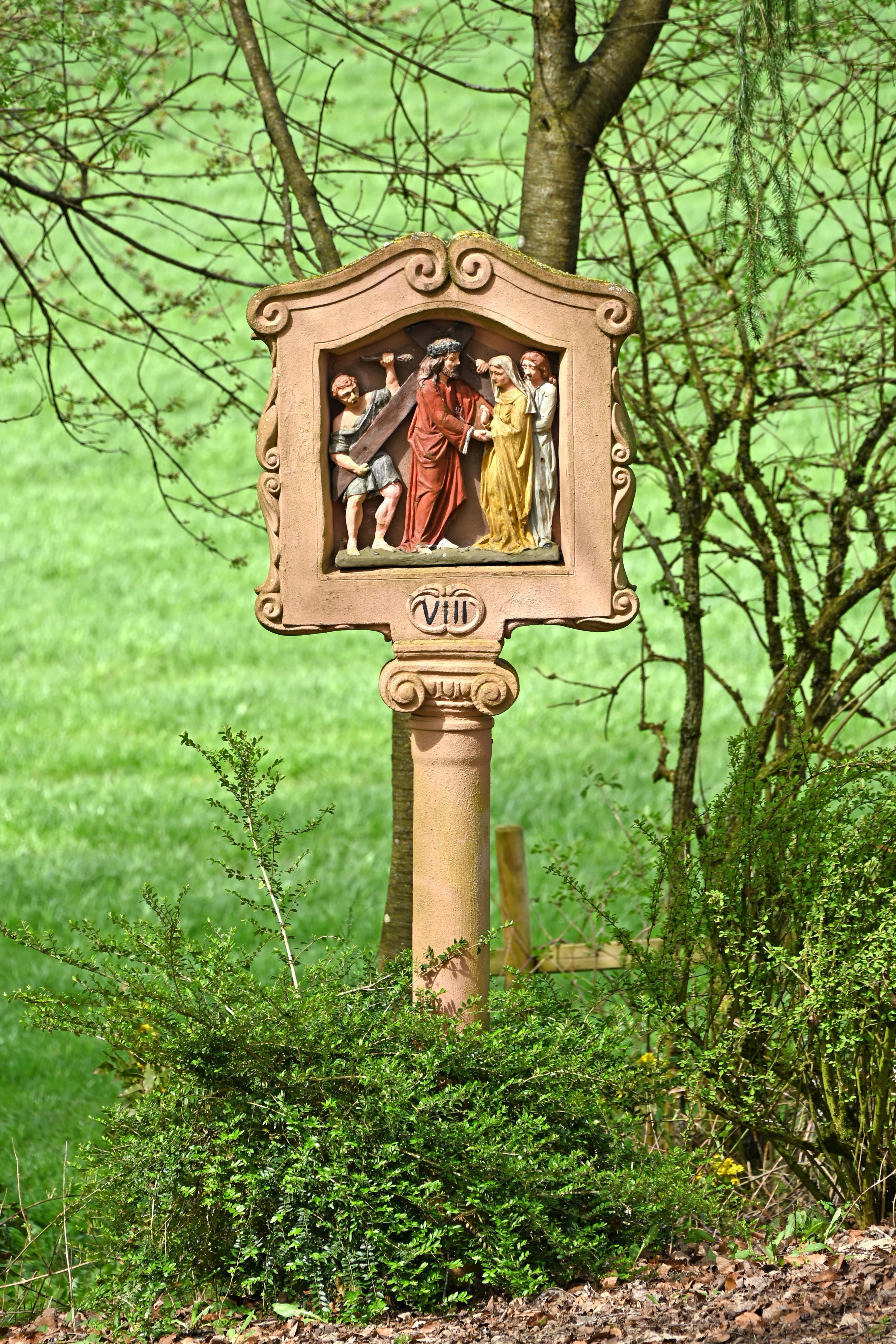
Station 8
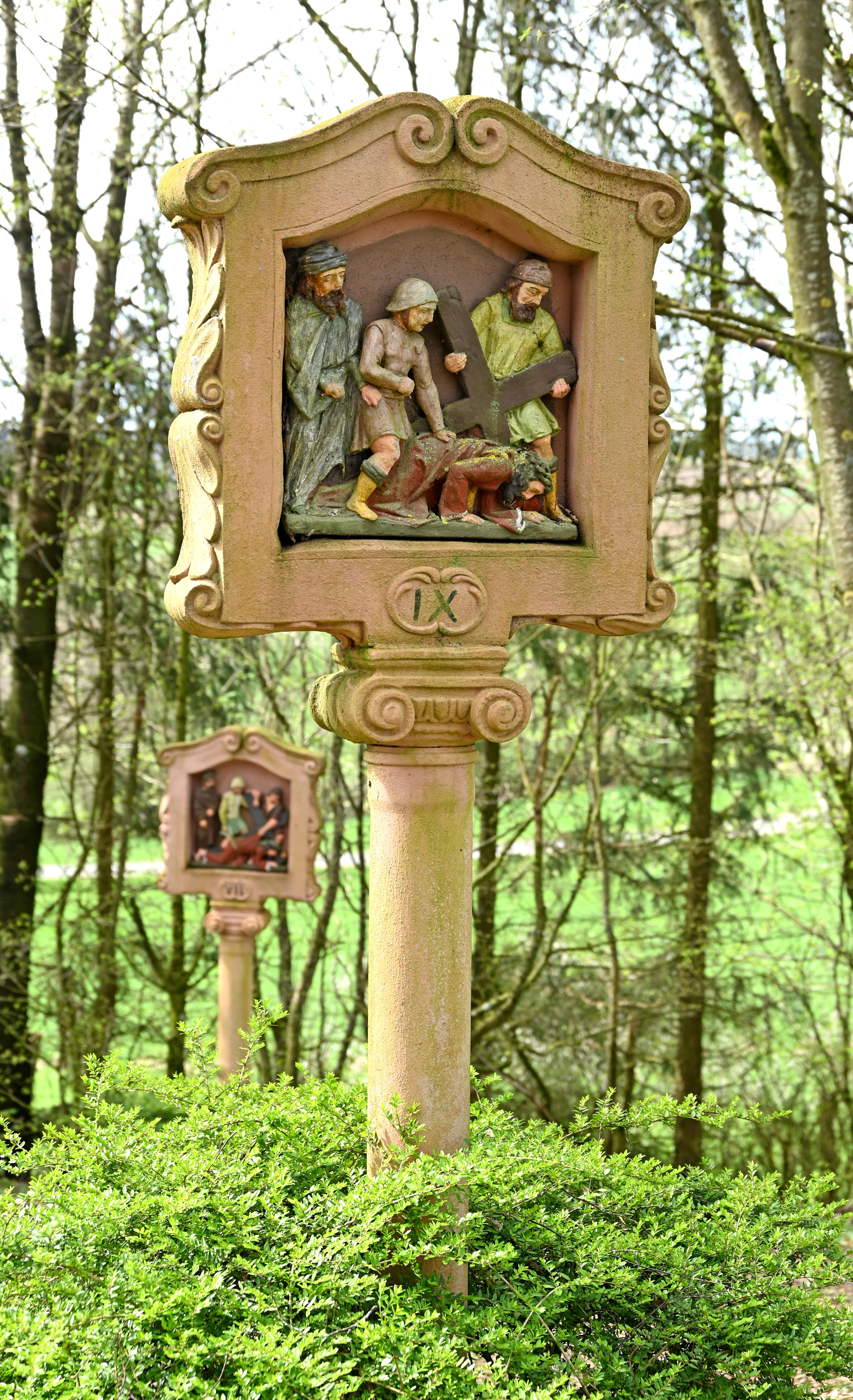
Station 9
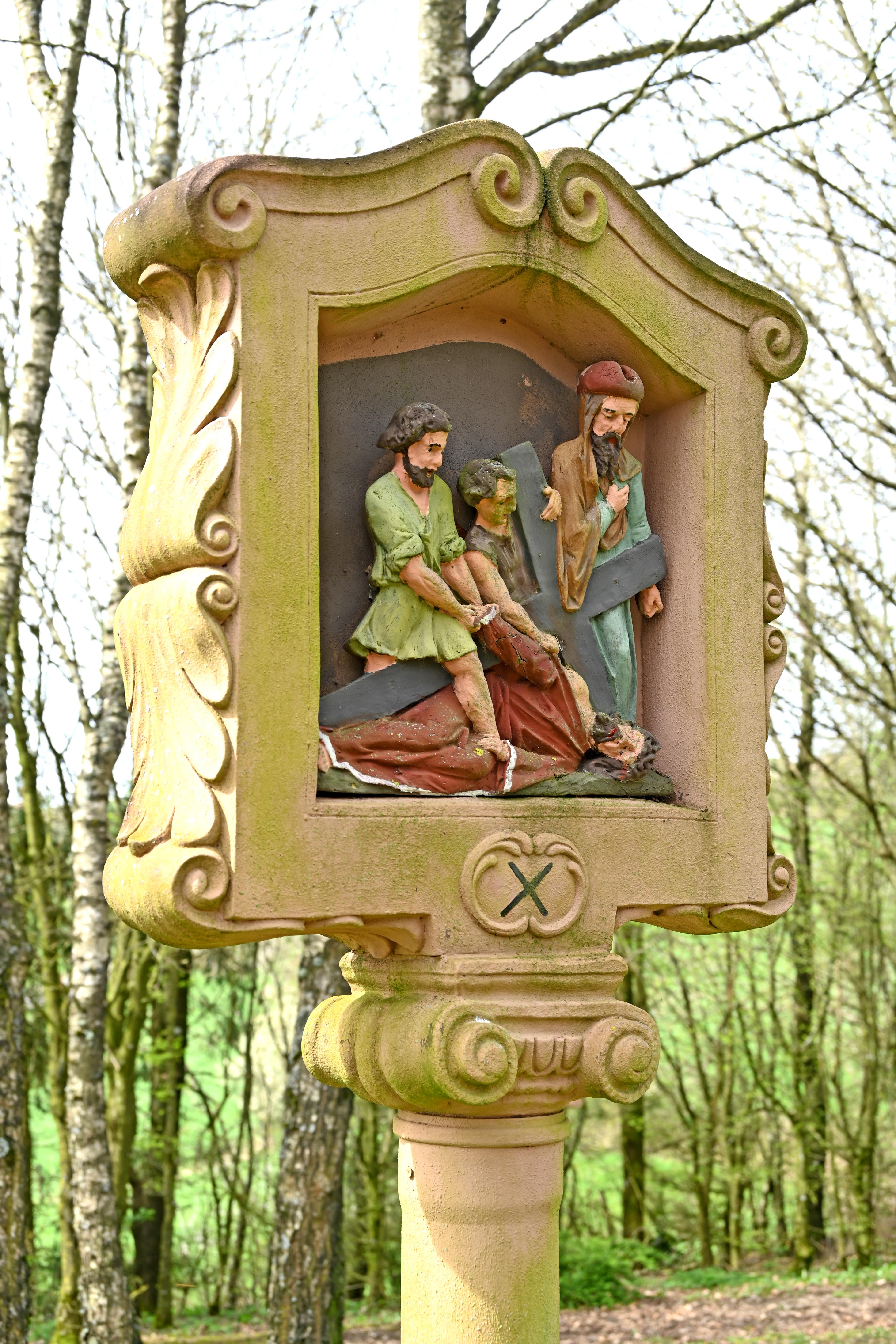
Station 10
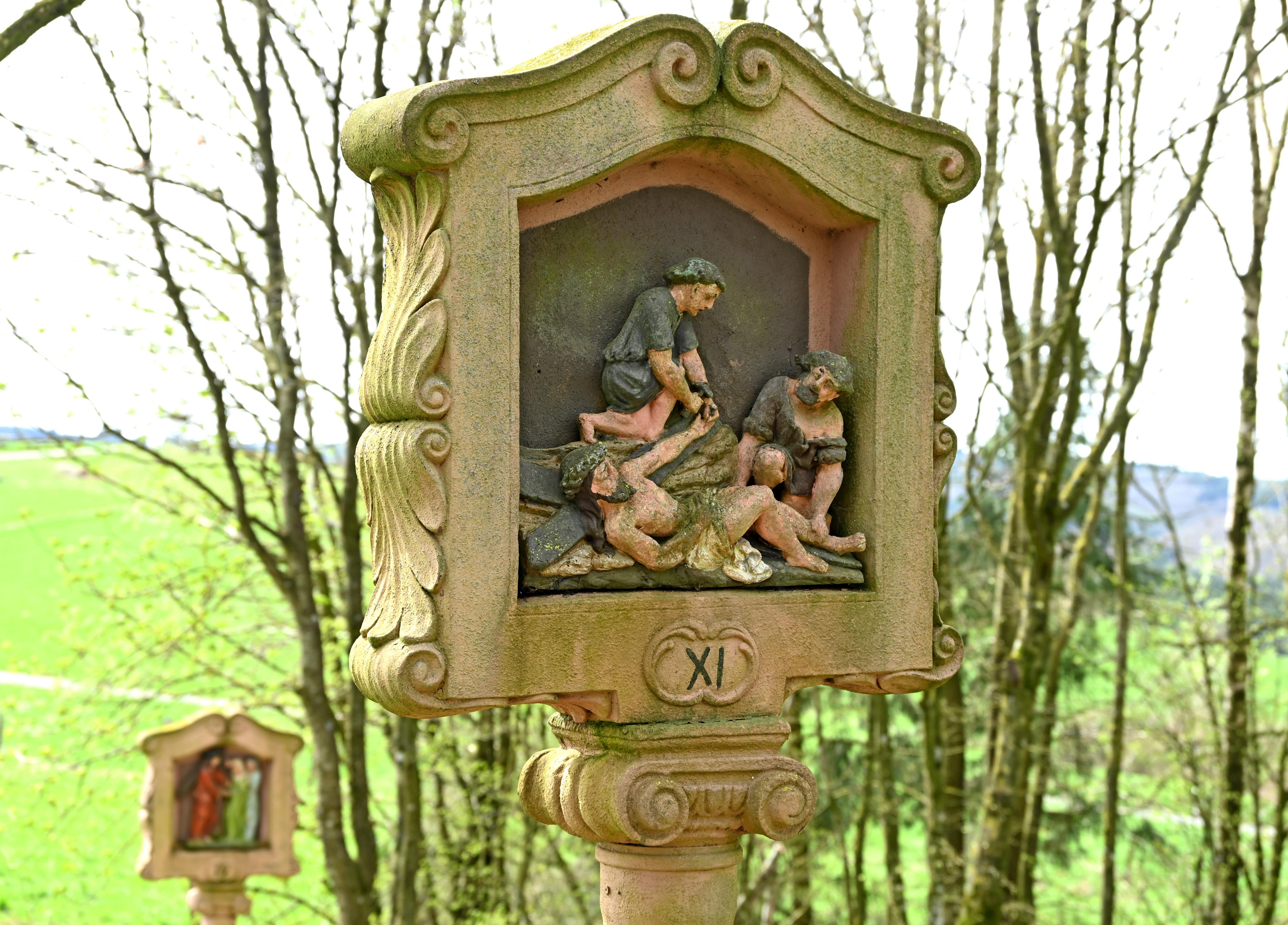
Station 11
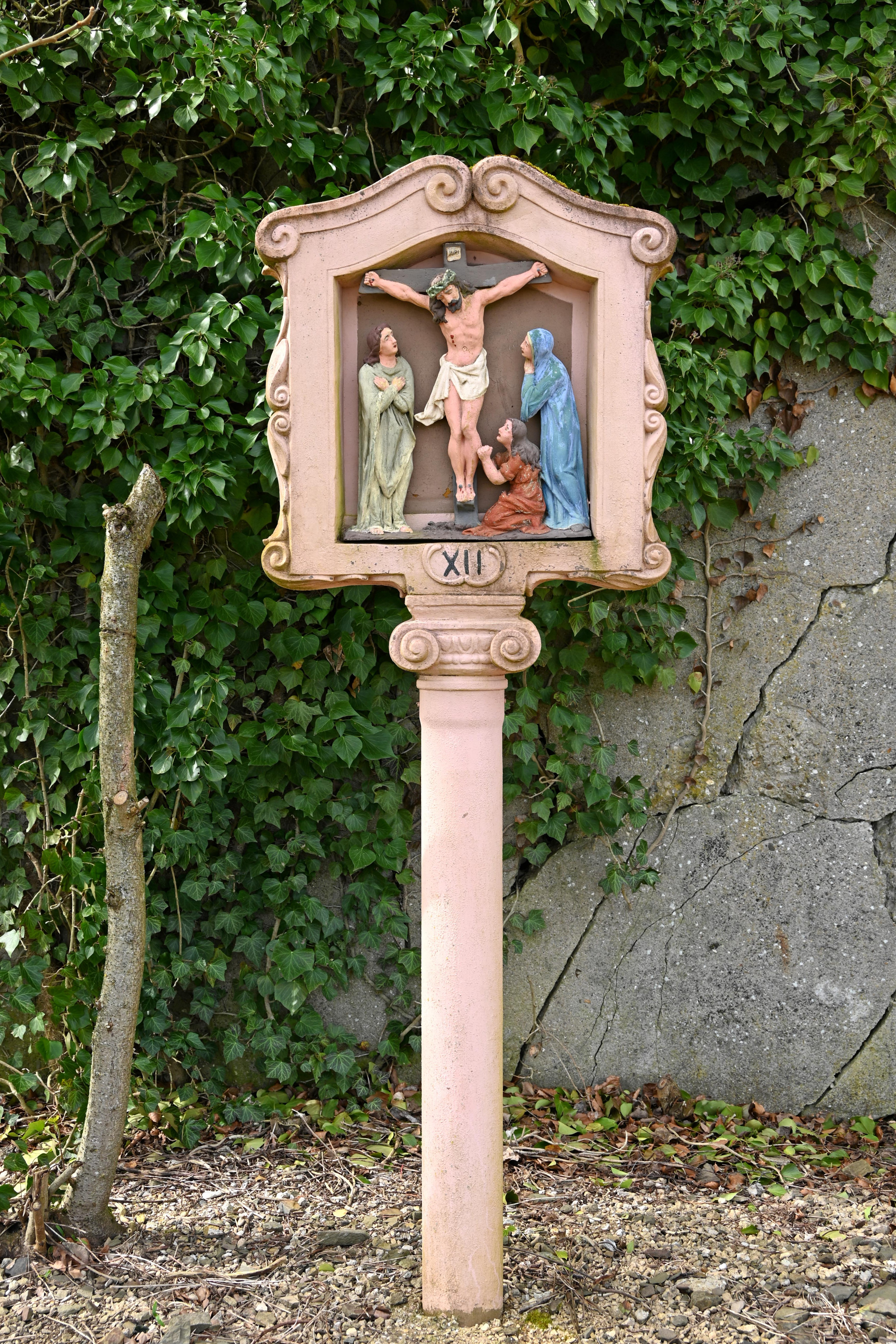
Station 12
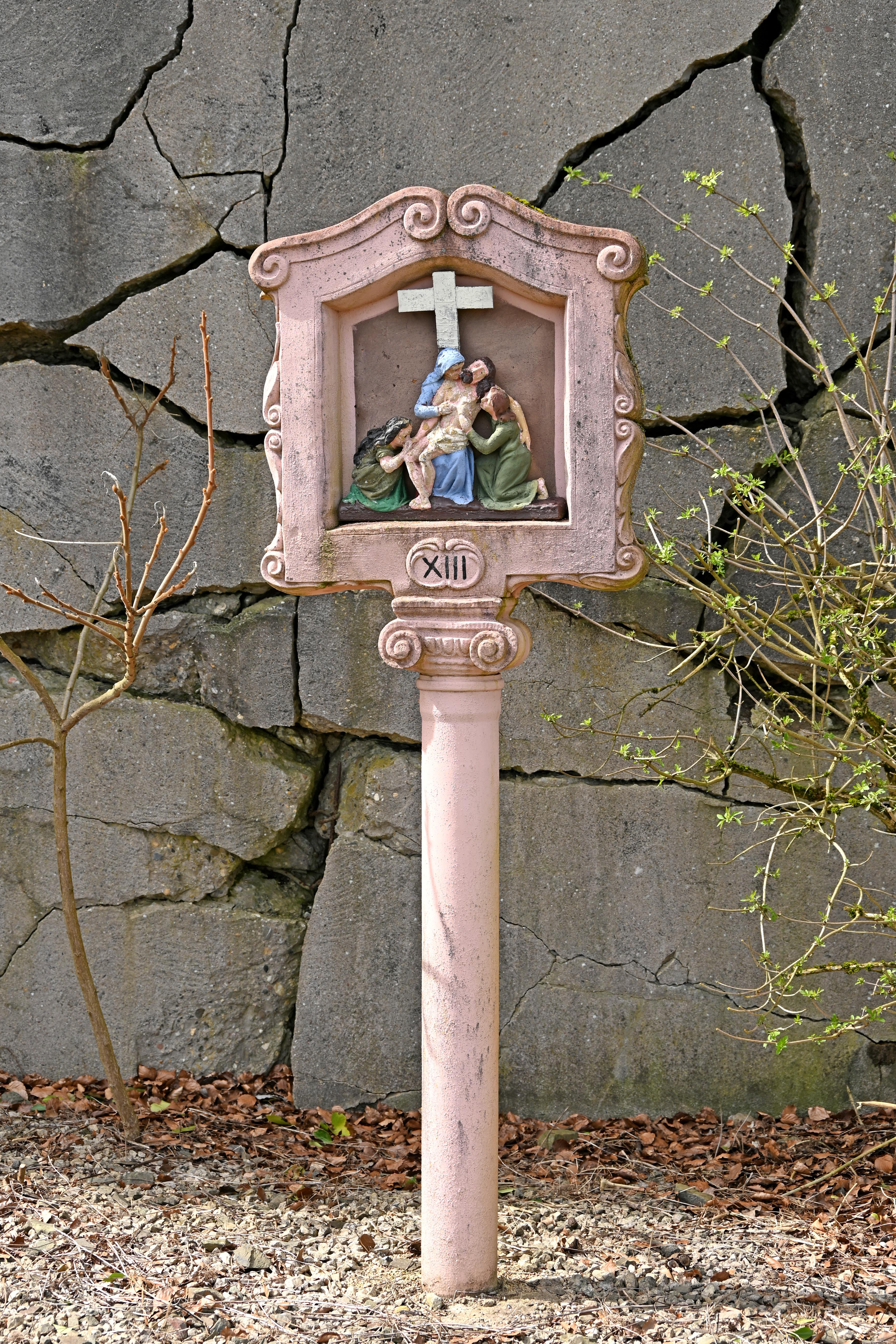
Station 13
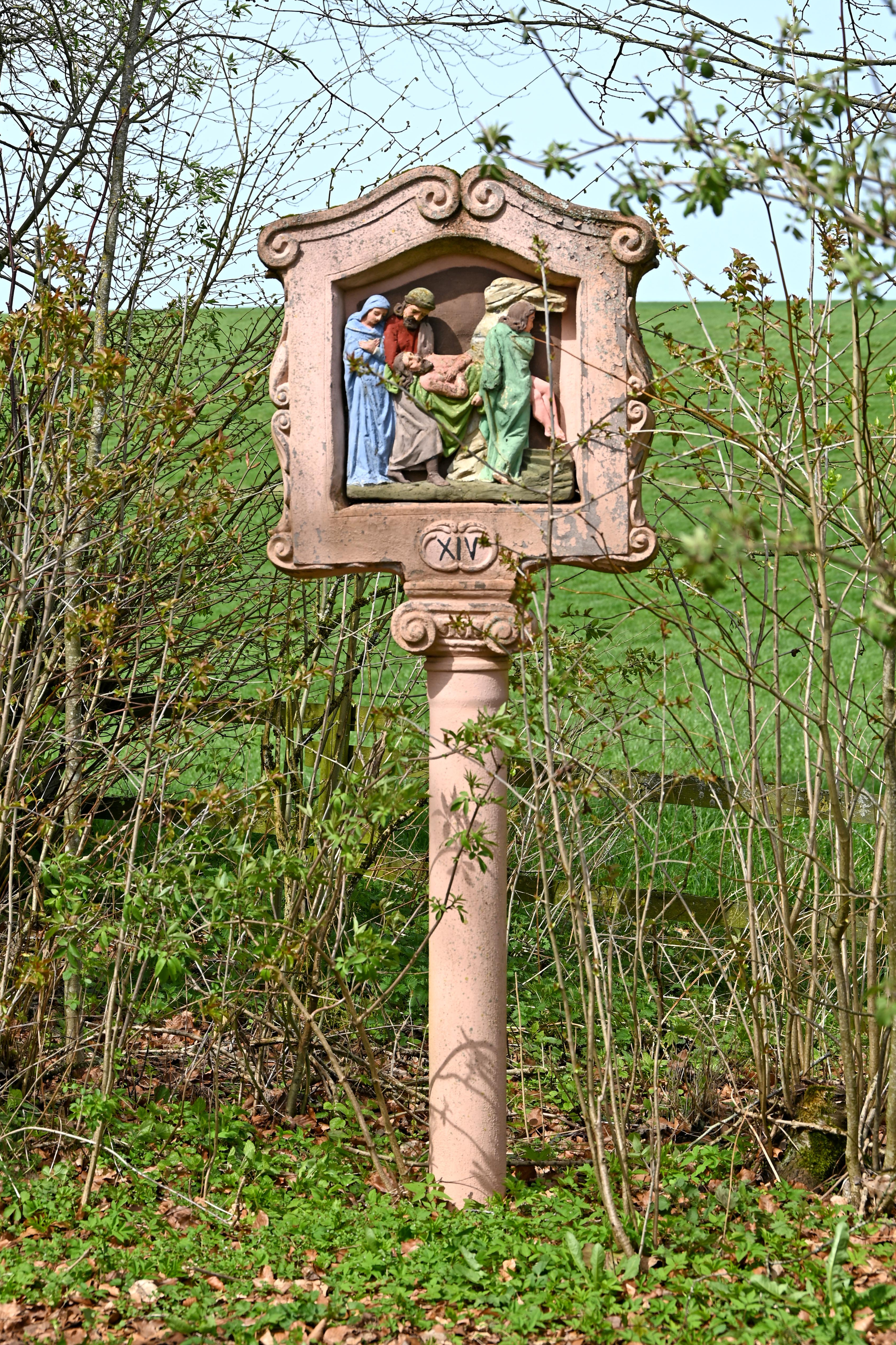
Station 14
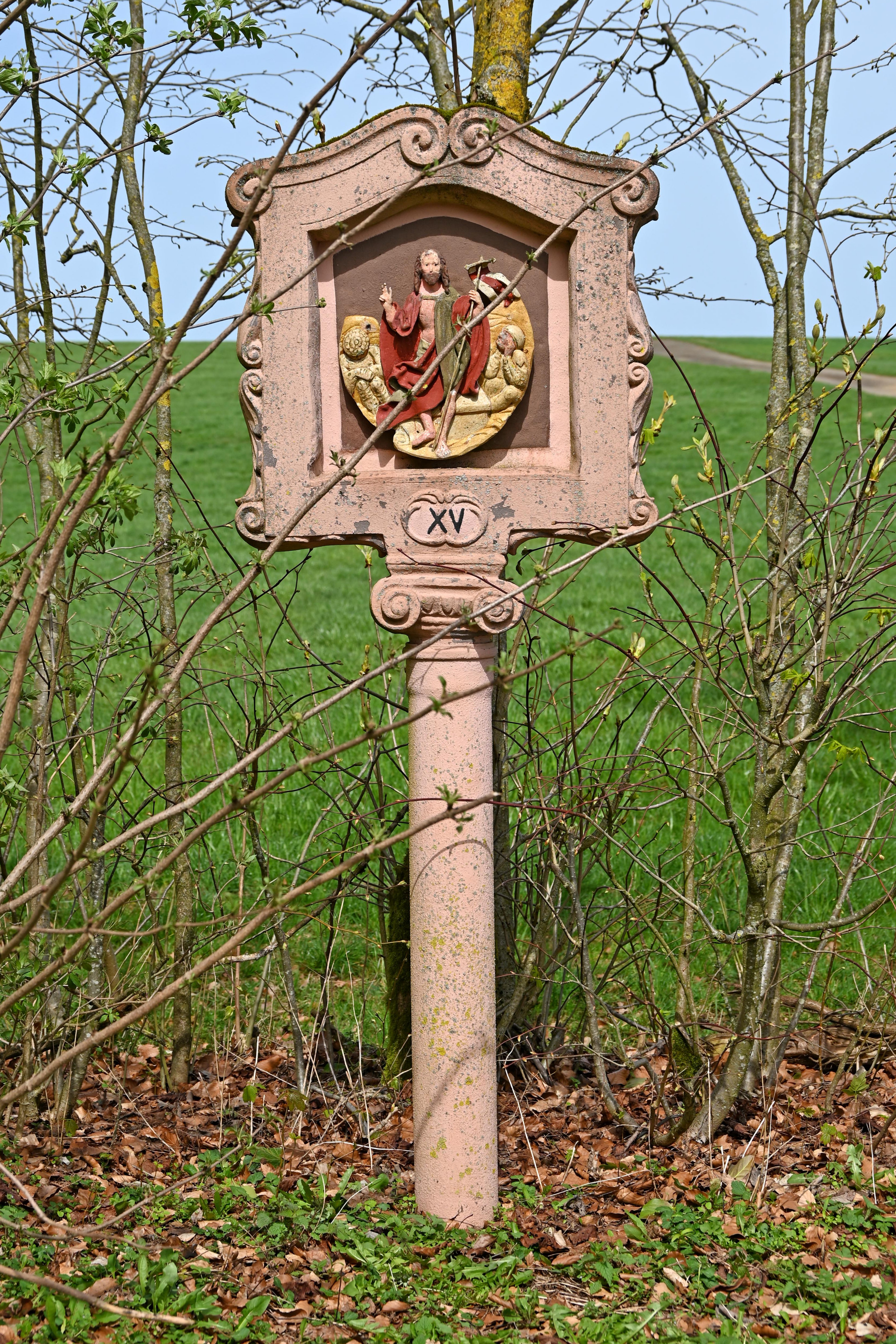
Station 15